# Budweiser 400
De Budweiser 400 was een race uit de NASCAR Winston Cup. De wedstrijd werd gehouden op de Riverside International Raceway over een afstand van 249 mijl of 400 km. De eerste race werd gehouden in 1963 en gewonnen door Darel Dieringer, de laatste race werd gehouden in 1988 en gewonnen door Rusty Wallace. Op hetzelfde circuit werd eveneens de Winston Western 500 gereden.

## Namen van de race
- Golden State 400 (1963)
- Falstaff 400 (1970)
- Golden State 400 (1971 - 1972)
- Tuborg 400 (1973 - 1975)
- Riverside 400 (1976)
- NAPA 400 (1977 - 1979)
- Warner W. Hodgdon 400 (1980 - 1981)
- Budweiser 400 (1982 - 1988)

## Winnaars
| Jaar                  | Winnaar          | Auto             |
| Golden State 400      | Golden State 400 | Golden State 400 |
| --------------------- | ---------------- | ---------------- |
| 1963                  | Darel Dieringer  | Mercury          |
| Falstaff 400          |                  |                  |
| 1970                  | Richard Petty    | Plymouth         |
| Golden State 400      |                  |                  |
| 1971                  | Bobby Allison    | Dodge            |
| 1972                  | Ray Elder        | Dodge            |
| Tuborg 400            |                  |                  |
| 1973                  | Bobby Allison    | Chevrolet        |
| 1974                  | Cale Yarborough  | Chevrolet        |
| 1975                  | Richard Petty    | Dodge            |
| Riverside 400         |                  |                  |
| 1976                  | David Pearson    | Mercury          |
| NAPA 400              |                  |                  |
| 1977                  | Richard Petty    | Dodge            |
| 1978                  | Benny Parsons    | Chevrolet        |
| 1979                  | Bobby Allison    | Ford             |
| Warner W. Hodgdon 400 |                  |                  |
| 1980                  | Darrell Waltrip  | Chevrolet        |
| 1981                  | Darrell Waltrip  | Buick            |
| Budweiser 400         |                  |                  |
| 1982                  | Tim Richmond     | Buick            |
| 1983                  | Ricky Rudd       | Chevrolet        |
| 1984                  | Terry Labonte    | Chevrolet        |
| 1985                  | Terry Labonte    | Chevrolet        |
| 1986                  | Darrell Waltrip  | Chevrolet        |
| 1987                  | Tim Richmond     | Chevrolet        |
| 1988                  | Rusty Wallace    | Pontiac          |

Huidige races:
Can-Am Duel ·
Daytona 500 ·
Subway Fresh Fit 500 ·
Kobalt Tools 400 ·
Food City 500 ·
Auto Club 400 ·
STP Gas Booster 500 ·
NRA 500 ·
Aaron's 499 ·
Toyota Owners 400 ·
Bojangles' Southern 500 ·
FedEx 400 ·
Coca-Cola 600 ·
STP 400 ·
Pocono 400 ·
Quicken Loans 400 ·
Toyota/Save Mart 350 ·
Coke Zero 400 ·
Quaker State 400 ·
Camping World RV Sales 301 ·
Brickyard 400 ·
Gobowling.com 400 ·
Cheez-It 355 at The Glen ·
Pure Michigan 400 ·
Irwin Tools Night Race ·
AdvoCare 500 (Atlanta Motor Speedway) ·
Federated Auto Parts 400 ·
Geico 400 ·
Sylvania 300 ·
AAA 400 ·
Hollywood Casino 400 ·
Bank of America 500 ·
Camping World RV Sales 500 ·
Goody's Headache Relief Shot 500 ·
AAA Texas 500 ·
AdvoCare 500 (Phoenix International Raceway) ·
Ford EcoBoost 400

Voormalige races:

Buddy Shuman 276 ·
Budweiser 400 ·
Budweiser NASCAR 400 ·
Columbia 200 ·
Coors 420 ·
First Union 400 ·
Greenville 200 ·
Hickory 276 ·
Kobalt Tools 500 (Atlanta Motor Speedway) ·
Los Angeles Times 500 ·
Mountain Dew Southern 500 ·
Northern 300 ·
Pepsi 420 ·
Pepsi Max 400 ·
Pickens 200 ·
Pop Secret Microwave Popcorn 400 ·
Sandlapper 200 ·
Subway 400 ·
Tyson Holly Farms 400 ·
Winston Western 500